# 1957 у телебаченні
Список 1957 у телебаченні описує події у сфері телебачення, що відбулися 1957 року.

## Події

### Грудень
- 24 грудня — Початок мовлення нового львівського регіонального державного телеканалу «Львівська ОДТРК».